# Tonacatecuhtli

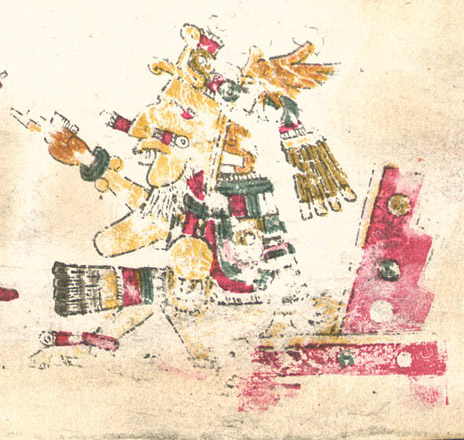
Tonacatecuhtli, descrit en el Còdex Borgia

Tonacatecuhtli (Entre els nàhuatl, primitius habitant de Mèxic, el Sol)
El nom Tonacatecuhtli es tradueix per <el senyor de la nostra carn> o <el senyor que ens nodreix>. En acabar la seva carrera diària el Sol s'amaga darrere de la Terra i llavors rep el nom de Tzontemoc (el que baixa el cap), creient els nàhuatl que anava llavors a il·luminar als morts del seu Mictlán o morada, i per això la anomenaven també Mictlantecuhtli <senyor de l'estada dels morts>. Com que els Sol comunica la seva calor a la Terra, li donaren, a més, el nom de Ixcozauhqui o <llum groga>; després, conforme a la creença que professaven, que cap ésser podia produir-se sinó pel concurs dels dos sexes, els nàhuatl disposaven de Tonacatecuhtli, el Sol, havia contret matrimoni amb Tonacacihuatli (senyora de la nostra carn o senyora que ens nodreix), la Terra, i que de la unió d'ambdós havien nascut dos fills, á saber: Quetzalcóatl, estel de la tarda, i Tezcatlipōca, la Lluna. Aquestes quatre divinitats van fer, de comú acord, el primer home, Cipactli, i la primera dona, Oxomoco i després d'ells van crear els dies, Cipactli i Oxomoco eren tinguts per augurs o endevins i pels seus progenitors del gènere humà, i se'ls atribuïa la invenció del calendari.
Aquesta creació de la primera parella, amb anterioritat als dies o al temps, podrà semblar una cosa rara, però qui estudiï els jeroglífics i l'etimologia dels dos noms, trobarà que contenen una idea de notable grandiositat. En efecte, Cipactli significa <la primera llum de l'alt vivent>, i Oxomoco, <El lloc que serveix de camí als peus>, o sigui la Terra. Així doncs, el sentit primitiu del mite sembla que es pot resumir en aquesta forma: els quatre déus de la llum creen el primer raig que il·luminarà la Terra, i aquesta llum, que alhora és calor, fecunda la Terra i al mateix temps la il·lumina i d'aquí l'origen dels éssers terrestres: però aquesta llum, que procedeix del Sol, s'oculta cada dia i és substituïda per la Lluna i l'estrella de la tarda i d'aquí l'origen dels dies i les nits ; finalment, de la divisió dels dies va néixer el calendari.